# 東臨道 (汪兆銘政権)
東臨道（とうりん-どう）は汪兆銘政権華北政務委員会により設置された山東省の道。

## 沿革
1940年（民国29年）6月15日、中華民国臨時政府時代の道制整理の際に新設された。

## 行政区画
廃止直前下部の17県を管轄した。（50音順）
- 禹城県
- 恩県
- 夏津県
- 冠県
- 館陶県
- 丘県
- 莘県
- 高唐県
- 茌平県
- 清平県
- 堂邑県
- 徳県
- 博平県
- 武城県
- 平原県
- 聊城県
- 臨清県